# Estació d'Almàssera
L'estació d'Almàssera és una estació de ferrocarril propietat dels Ferrocarrils de la Generalitat Valenciana (FGV) i operada per Metrovalència al municipi d'Almàssera, a l'Horta Nord, País Valencià. L'estació pertany a la línia 3 i a la zona tarifària B.

## Història
L'estació original va ser inaugurada el 17 de març de 1893 per la Societat Valenciana de Tramvies (SVT), creadora del mític trenet de València i que més tard, a partir de 1917, seria la Companyia de Tramvies i Ferrocarrils de València (CTFV), la qual gestionaria la línia i l'estació. L'arquitectura de l'estació és idèntica a altres de la línia com ara la de Burjassot-Godella o la d'Albalat dels Sorells i fins i tot a l'actual, són pintades de la mateixa manera. La CTFV va fer fallida per problemes econòmics l'any 1964 i des de llavors, la línia i l'estació van passar a ser gestionades pels Ferrocarrils Espanyols de Via Estreta (FEVE). L'any 1986, l'estat espanyol traspassà les competències en ferrocarril de via estreta a la Generalitat Valenciana i aquesta creà els Ferrocarrils de la Generalitat Valenciana (FGV), que gestiona la línia i l'estació.
El 5 de maig de 1995 s'inaugurà l'actual línia 3, i l'estació passà a formar-ne part. Des del 18 de setembre de 1998, la marca que gestiona la línia i l'estació és Metrovalència, tot i que sempre sota la propietat de FGV.

## Ruta
| Procedència/Destinació | <                    | Línia | >       | Procedència/Destinació |
| ---------------------- | -------------------- | ----- | ------- | ---------------------- |
| Aeroport               | Alboraia-Peris Aragó |       | Meliana | Rafelbunyol            |